# SSB -超青春姉弟s-
『SSB -超青春姉弟s-』（スーパーセイシュンブラザーズ）は、慎本真による日本の漫画作品。
姉同士が親友で、弟同士も親友という2組の姉弟の日常をコメディタッチで描く。もともとは自身のサイトで連載していたが、2012年11月22日よりウェブコミック配信サイト『COMIC ポラリス』にて連載を開始し、2018年10月11日の更新をもって完結した。略称は「SSB」。話数「○○リアルめ」とカウントされる。
2013年9月から同年12月にかけ、『Super Seisyun Brothers-超青春姉弟s-』のタイトルでテレビアニメが放送された。
2017年4月20日より、姉弟を兄妹に変更したスピンオフ作品『SSB -超青春兄妹s- PLUS』が連載されており、単行本化にあたり、『好きです、となりのお兄ちゃん。』のタイトルに改題された。

## 登場人物
新本 チコ（しんもと チコ）
声 - 山本希望
見た目は可愛いが実はオタクで、自分のことが大好きな大学2年生。
新本 チカ（しんもと チカ）
声 - 逢坂良太
明るく爽やかだがちょっとバカで、自分のことが大好きな高校2年生。
斉藤 マコ（さいとう マコ）
声 - 茅野愛衣
美人でモテるが不思議系なフリーター。怪しいレストラン「北極軒」で働く。
斉藤 マオ（さいとう マオ）
声 - 石川界人
無口でクールでモテるが不思議系な高校2年生。
小原 シヨ（こはら シヨ）
声 - 水瀬いのり
チコの大学の友人。彼氏がいる。
丸岡 イオリ（まるおか イオリ）
声 - 柳田淳一
チカとマオの同級生。一見硬派なイケメンだが致命的に下ネタが駄目。
梅園 ウイ（うめぞの ウイ）
声 - 内田真礼
チコの大学の先輩の性別行方不明者（男性）。特撮好き。アニメでは、コミックマーケットで『非公認戦隊アキバレンジャー』のアキバレッドのコスプレをしていた。
店長
声 - 井上剛
レストラン「北極軒」の店長。人見知りでいつもクマの被り物をしている。
鈴森 ヒカリコ（すずもり ヒカリコ）
チカとマオの同級生。マオのことが好きだが、いつも同行するチカを恨めしく思っている。無口。
桃華（ももか）
声 - 慎本真（特別出演）
チコが書いた漫画『エンジェル時々デビル』の主人公の女子高生。
アニメ第14話にゲスト出演した。

## 書誌情報
- 慎本真 『SSB -超青春姉弟s-』 フレックスコミックス〈ポラリスCOMICS〉、全11巻
  1. 2013年10月15日発売、ISBN 978-4-593-88079-9
  2. 2013年11月15日発売、ISBN 978-4-593-88080-5
  3. 2014年4月15日発売、ISBN 978-4-593-88095-9
  4. 2014年8月15日発売、ISBN 978-4-593-88101-7
  5. 2015年8月15日発売、ISBN 978-4-593-85773-9
  6. 2016年3月15日発売、ISBN 978-4-593-88123-9
  7. 2016年8月15日発売、ISBN 978-4-593-88129-1
  8. 2017年3月15日発売、ISBN 978-4-593-88141-3
  9. 2017年8月9日発売、ISBN 978-4-593-88148-2
  10. 2018年3月15日発売、ISBN 978-4-86675-002-6
  11. 2018年10月15日発売、ISBN 978-4-86675-033-0
- 慎本真『好きです、となりのお兄ちゃん。』フレックスコミックス〈ポラリスCOMICS〉、全6巻
  1. 2018年3月15日発売、ISBN 978-4-86675-001-9
  2. 2018年11月15日発売、ISBN 978-4-86675-036-1
  3. 2019年5月14日発売、ISBN 978-4-86675-062-0
  4. 2020年3月14日発売、ISBN 978-4-86675-099-6
  5. 2022年10月15日発売、ISBN 978-4-86675-249-5
  6. 2024年3月15日発売、ISBN 978-4-86675-349-2

## テレビアニメ
2013年9月から同年12月にかけ、テレビ東京にて5分枠の短編アニメとして放送された。ナレーションは井上剛が担当。2018年10月5日に全14話を収録したDVDが発売された。

### スタッフ
- 原作 - 慎本真
- 監督 - たかたまさひろ
- シリーズ構成 - 金春智子
- キャラクターデザイン - 森島範子
- 衣装デザイン - 玉戸さお
- 美術監督 - 中村嘉博
- 色彩設計 - 日比智恵子
- コンポジットディレクター - 田中浩介
- 編集 - 右山章太
- 音響監督 - 濱野高年
- 音楽 - いけよしひろ
- 音楽プロデューサー - 矢部敦志
- エグゼクティブプロデューサー - 三浦亨
- プロデューサー - 戸沼志津子、鈴木良兵
- アニメーションプロデューサー - 先川幸矢
- アニメーション制作 - AIC PLUS+
- 協力 - ニトリ、WEGO、WDI
- 製作 - AIC

### エンディングテーマ
「私になりたい私」
六弦アリスによる楽曲。作詞・作曲・編曲は六弦A助。

### 各話リスト
| 話数   | サブタイトル         | 脚本           | 絵コンテ       | 演出           | 作画監督              |
| ------ | -------------------- | -------------- | -------------- | -------------- | --------------------- |
| 第1話  | 姉弟+姉弟=           | 金春智子       | たかたまさひろ | たかたまさひろ | 中谷友紀子            |
| 第2話  | もう大人、まだ子供   | 金春智子       | たかたまさひろ | たかたまさひろ | 山田太一              |
| 第3話  | いせいどうせい       | 金春智子       | 沖田宮奈       | 宇都宮正紀     | 峯岸桃子              |
| 第4話  | 20歳の日常           | 金春智子       | たかたまさひろ | たかたまさひろ | 奈須一裕              |
| 第5話  | 17歳の日常           | たかたまさひろ | 安藤貴史       | 安藤貴史       | 永川桃子              |
| 第6話  | 一歩進む             | たかたまさひろ | 沖田宮奈       | すがやゆりこ   | 峯岸桃子              |
| 第7話  | いまむかし           | たかたまさひろ | 加藤誠         | 加藤誠         | 中谷友紀子 渡辺奈月   |
| 第8話  | まつり〜夢と妄想編〜 | たかたまさひろ | たかたまさひろ | たかたまさひろ | 森島範子 Kim Yeonghun |
| 第9話  | まつり〜現実編〜     | たかたまさひろ | たかたまさひろ | たかたまさひろ | 奈須一裕              |
| 第10話 | 弟の事情             | 金春智子       | 鈴木薫         | 鈴木薫         | 渡辺奈月              |
| 第11話 | 姉の事情             | 金春智子       | 鈴木薫         | 鈴木薫         | 藤崎真吾              |
| 第12話 | それぞれの事情       | 金春智子       | 鈴木薫         | 鈴木薫         | 藤崎真吾              |
| 第13話 | 超青春姉弟s          | 金春智子       | 古川順康       | 宇都宮正紀     | 峯岸桃子              |
| 第14話 | 天使時々悪魔         | たかたまさひろ | たかたまさひろ | たかたまさひろ | 森島範子              |

### 放送局
| 放送期間                       | 放送時間                     | 放送局     | 対象地域   | 備考                      |
| ------------------------------ | ---------------------------- | ---------- | ---------- | ------------------------- |
| 2013年9月14日 - 12月14日       | 土曜 1:53 - 2:00（金曜深夜） | テレビ東京 | 関東広域圏 |                           |
| 2013年10月13日 - 2014年1月12日 | 日曜 19:55 - 20:00           | AT-X       | 日本全域   | CS放送 / リピート放送あり |

インターネットでは、ニコニコチャンネル内の「テレビ東京あにてれチャンネル」で2013年11月9日より配信。